# Хефнер, Кристал
Кри́стал М. Хе́фнер (англ. Crystal M. Hefner), в девичестве — Ха́ррис (англ. Harris; 29 апреля 1986, Лейк-Хавасу-Сити, Аризона, США) — американская фотомодель и певица.

## Биография

### Ранние годы
Кристал М. Харрис родилась 29 апреля 1986 года в Лейк-Хавасу-Сити (штат Аризона, США), а выросла она в Англии. Её отец — музыкант Рэй Харрис. У неё есть две старшие сестры.
Кристал окончила «La Jolla High School».

### Карьера
В 2008 году начала карьеру фотомодели, снималась для множества журналов, в том числе для Playboy.
В 2010 году также начала карьеру певицы. В апреле 2010 года она подписала контракт с лейблом Organica Music Group, её дебютный сингл, «Club Queen», вышел 14 июня 2011 года.
В 2024 году Кристал выпустила мемуары о своей жизни с Хью Хефнером под названием «Говори только хорошее».

### Личная жизнь
В январе 2009 года Харрис начала встречаться с Хью Хефнером, который был на 60 лет старше её. 24 декабря 2010 года состоялась её помолвка с Хефнером и она должна была стать его третьей женой. Харрис разорвала помолвку 14 июня 2011 года — за 5 дней до запланированной свадьбы. Харрис и Хефнер впоследствии помирились и поженились 31 декабря 2012 года. Она была замужем за Хефнером почти 5 лет до его смерти 27 сентября 2017 года.
В начале марта 2016 года у Кристал была диагностирована болезнь Лайма.